# Roxana Gómez
Roxana Gómez Calderón (* 7. Januar 1999 in Cienfuegos) ist eine kubanische Sprinterin, die sich auf die 400-Meter-Distanz spezialisiert hat.

## Sportliche Laufbahn
Erste internationale Erfahrungen sammelte Roxana Gómez im Jahr 2015, als sie bei den Jugendweltmeisterschaften in Cali in 52,79 s den fünften Platz im 400-Meter-Lauf belegte. Anschließend erreichte sie bei den Panamerikanischen Juniorenmeisterschaften in Edmonton in 54,80 s Rang sechs. Im Jahr darauf wurde sie bei den U20-Weltmeisterschaften in Bydgoszcz in 52,24 s Sechste und nahm anschließend mit der kubanischen 4-mal-400-Meter-Staffel an den Olympischen Spielen in Rio de Janeiro, bei denen sie mit 3:30,11 min im Vorlauf ausschied. 2017 siegte sie in 51,46 s bei den Panamerikanischen Juniorenmeisterschaften in Trujillo und erreichte anschließend bei den Weltmeisterschaften in London das Halbfinale über 400 Meter und schied dort mit 52,01 s aus. Im Jahr darauf schied sie bei den U20-Weltmeisterschaften in Tampere mit 53,26 s im Halbfinale aus und siegte anschließend mit der kubanischen Staffel in 3.29,48 min bei den Zentralamerika- und Karibikspielen in Barranquilla und stellte damit einen neuen Spielerekord auf. 2019 nahm sie an den Panamerikanischen Spielen in Lima teil und belegte dort in 51,65 s den vierten Platz im Einzelbewerb und auch mit der Staffel erreichte sie nach 3:30,89 min Rang vier. Anschließend schied sie bei den Weltmeisterschaften in Doha mit 51,56 s im Halbfinale aus und verpasste im Staffelbewerb mit 3:29,84 min den Finaleinzug. Bei den World Athletics Relays 2021 im polnischen Chorzów siegte sie mit der 4-mal-400-Meter-Staffel überraschend in 3:28,41 min. Bei den Olympischen Spielen in Tokio erzielte sie in ihrem Halbfinale mit 49,71 s eine neue persönliche Bestleistung und erreichte das Finale, welches sie verletzungsbedingt nicht beenden konnte. Damit fiel sie für die kubanische 4-mal-400-Meter-Staffel aus.
2022 erreichte sie bei den Hallenweltmeisterschaften in Belgrad das Halbfinale über 400 Meter und schied dort mit 52,28 s aus. Im Mai gewann sie bei den Ibero-Amerikanischen Meisterschaften in La Nucia in 51,03 s die Bronzemedaille hinter den Dominikanerinnen Marileidy Paulino und Fiordaliza Cofil und anschließend siegte sie in 51,72 s beim Meeting International de Montreuil sowie in 51,18 s bei den FBK Games in Hengelo. Im Juli gelangte sie bei den Weltmeisterschaften in Eugene das Halbfinale über 400 Meter und schied dort mit 51,12 s aus. Anschließend belegte sie bei den NACAC-Meisterschaften in Freeport in 51,31 s den vierten Platz im Einzelbewerb und gewann in der Mixed-Staffel in 3:20,35 min gemeinsam mit Reinier Pintado, Lázaro T. Rodríguez und lisneidy Veitía die Bronzemedaille hinter den Teams aus den Vereinigten Staaten und Jamaika. Im Jahr darauf gewann sie bei den Zentralamerika- und Karibikspielen in San Salvador in 51,23 s die Silbermedaille hinter der Dominikanerin Marileidy Paulino und siegte mit der Staffel in 3:26,08 min. Im August schied sie dann bei den Weltmeisterschaften in Budapest mit 51,07 s im Halbfinale über 400 Meter aus und verpasste mit der Staffel mit 3:29,70 min den Finaleinzug. Bei den World Athletics Relays 2024 auf den Bahamas sicherte sie der 4-mal-400-Meter-Staffel einen Startplatz bei den Olympischen Sommerspielen in Paris. Dort schied sie über 400 Meter mit 50,48 s im Semifinale aus und verpasste mit der Staffel mit 3:33,99 min den Finaleinzug. 
In den Jahren 2017 und 2019 sowie 2023 und 2024 wurde Gómez kubanische Meisterin im 400-Meter-Lauf sowie 2016 und 2024 in der 4-mal-400-Meter-Staffel und 2023 in der Mixed-Staffel.

## Persönliche Bestleistungen
- 200 Meter: 23,71 s (+1,2 m/s), 4. Juni 2023 in Lucca
- 400 Meter: 49,71 s, 4. August 2021 in Tokio
  - 400 Meter (Halle): 52,25 s, 18. März 2022 in Belgrad